# Konstantín Leóntiev
Konstantín Nikolàievitx Leóntiev, rus: Константи́н Никола́евич Лео́нтьев, (Kudinovo, Rússia, 25 de gener de 1831 - Optina, Rússia, 24 de novembre de 1891) va ser un filòsof, escriptor i diplomàtic rus.
Després de graduar-se a l'escola primària a Kaluga (1849) i una breu estada al Liceu Demidov de Iaroslavl, es va convertir en estudiant de la Facultat de Medicina de la Universitat de Moscou (1850-1854). Entre 1854 i 1856 va exercir com a metge militar, participant en la Guerra de Crimea. Després d'haver-se llicenciat el 1857, es va convertir en un metge de casa a la finca del Baró D.G. Rosen. El desembre de 1860, es va traslladar a Sant Petersburg, decidint deixar la medicina per a la literatura. Més endavant, entre 1863 i 1870, fou diplomàtic i exercí com a cònsol en diverses ciutats de Turquia. Durant aquest període es formen els seus punts de vista sociofilosòfics i les simpaties polítiques, així com la inclinació al conservadorisme i la percepció estètica del món. El 1871, després d'haver passat per una profunda crisi moral i una greu malaltia física, que gairebé la va portar a la mort, Leóntiev passa a la reserva de la carrera diplomàtica i decideix prendre els vots i es trasllada al Mont Atos. En 1880, amb 57 anys, va treballar durant una temps com a censor del Comitè de Censura de Moscou. Al gener-abril de 1880, Leóntiev va ser un ajudant de redactor de l'agenda de Varsòvia, on va publicar diversos articles. Després de passar dos anys de meditacions en un convent del Mont Atos es va retirar al monestir Laura de la Santíssima Trinitat i Sant Sergi, a Sérguiev Possad, ciutat que aleshores era coneguda amb el nom de Zagorsk, on es va convertir en monjo poc abans de la seva mort, el 1891, rebent el nom de Climent. El 1891 va morir de pneumònia. Va ser enterrat al monestir de Getsemaní Trinitat-Sergio Lavra, on la seva tomba es troba avui en dia.
La cosmovisió de Leóntiev representa una combinació molt peculiar d'esteticisme, naturalisme i metafísica religiosa. Influït per Nikolai Danilevski va propugnar per a Rússia un messianisme romà d'Orient, polític, social i religiós a L'Orient. Rússia i els eslaus (1885-86). Advocà per la creació d'un gran imperi eslau amb centre a Constantinoble. També va escriure Naši novye christjane F. M. Dostoevskij i graf. Lev Tolstoj (1882).